# تيودورا كراييفسكا
كانت تيودورا كراييفسكا (الاسم عند الولادة كوسموفسكا، تَأَلمَن اسمها فأصبح ثيودورا؛ 1854-1935) طبيبة وكاتبة ومعلمة بولندية نشطت في الإمبراطورية النمساوية المجرية.
في شبابها، عملت كراييفسكا في المدارس وكتبت الروايات. فاجأت عائلتها بالانتقال إلى سويسرا لدراسة الطب عام 1883. في عام 1892، عُينت من قبل السلطات النمساوية المجرية للعمل بصفة مسؤولة صحة عامة في البوسنة والهرسك. كانت كراييفسكا من أولى النساء اللواتي مارسن الطب في البوسنة والهرسك والنمسا والمجر، وعالجت خصوصًا النساء المسلمات البوسنيات، اللاتي رأت أنهن عرضة لمشاكل صحية معينة. كتبت كراييفسكا ملاحظات مفصلة عن حالة المرأة والعادات الإسلامية. تكشف هذه الكتابات التي نُشرت عام 1989، موقفًا متعاليًا على المسلمين، وهو ما كان منتشرًا في تلك الحقبة. بقيت كراييفسكا في البوسنة بعد انهيار الإمبراطورية النمساية المجرية ولكن فقدان البصر أجبرها على التقاعد في عام 1922. في عام 1928، عادت إلى وارسو، وهو قرار ندمت عليه، وتوفيت فيها.

## عملها في الطب
عُينت تيودورا كراييفسكا مسؤولة الصحة العامة في مقاطعة توزلا برتبة نقيب بموجب مرسوم في 28 نوفمبر 1892. تدربت في عيادة في فيينا لتعلم التوليد وعلاج أمراض النساء. لم تكن دراسة الطب متاحة للنساء في النمسا والمجر في ذلك الوقت، لكن الاستثناءات كانت ضرورية للتعامل مع المرضى في البوسنة والهرسك، إذ رفضت النساء المسلمات هناك تلقي العلاج من الأطباء الذكور. لم تكن كراييفسكا واحدة من أولى الطبيبات في البوسنة والهرسك فحسب، بل في النمسا والمجر أيضًا. وُظفت سبع نساء لعلاج النساء البوسنيات، كانت كراييفسكا واحدة من الطبيبات الروسيات الثلاثة بينهن وواحدة من طبيبتين من العرق البولندي. قبل توليها عملها، كان على كراييفسكا الحصول على جنسية الإمبراطورية النمساوية المجرية. خلفت آنا باييروفا التشيكية، التي استقالت بعد فترة وجيزة من تعيينها بسبب خلافات متكررة مع رؤسائها العسكريين. لم تكن باييروفا راغبة في تكريس عملها لرعاية النساء المسلمات البوسنيات كما أراد رؤساؤها، بينما تبنت كراييفسكا المهمة.
أُعلن عن وصول كراييفسكا إلى توزلا في مارس 1893 من قبل منادي المدينة. شعرت كراييفسكا بالفزع عندما وجدت «هؤلاء النساء السلافيات الرائعات وقد غُطّين بالحجاب». تعلمت كراييفسكا اللغة الصربية الكرواتية بسرعة. وكانت تركب مهرًا بوسنيًا في زياراتها القرى الجبلية النائية، لكنها اضطرت إلى السفر سيرًا على الأقدام عندما كان الشتاء قاسيًا جدًا على الحصان. كان الطلب على خدمات كراييفسكا كبيرًا، حتى أن السلطات النمساوية المجرية سرعان ما وظفت بولندية أخرى تدعى بوهوسلافا كيسكوفا، تولت عملها في موستار. في حديثها في المؤتمر الدولي للمرأة عام 1896 في برلين، دافعت كراييفسكا عن الاستعمار بحجة أن البوسنيين والهرسك بحاجة إلى قدوم «الحضارة والتقدم من الخارج»، وأن يُفرض ذلك «من الأعلى». رُفضت النسوية الإمبريالية التي تبنتها كراييفسكا من قبل الحركات النسائية النمساوية ذات النظرة الليبرالية.
اهتمت كراييفسكا بتلين العظام. ونشرت مقالًا مفصلًا عن هذا الموضوع في 1900، وادعت على أساس 50 حالة فقط أن الاضطراب كان متوطنًا بين النساء المسلمات اللاتي يعشن في جبال مقاطعة توزلا. وفقًا لكراييفسكا، لا تصاب النساء المسيحيات أبدًا بهذا المرض. وألقت باللوم على «المناخ الرطب» و«قلة الشمس» والفقر وسوء التغذية و«العادات الإسلامية» (وخاصة زواج الأطفال والعزلة والحجاب والرغبة الجنسية المفرطة للرجال المسلمين والحمل المتكرر والرضاعة الطبيعية المطولة).
في عام 1901، نُقلت كراييفسكا إلى سراييفو، وحلت محلها يادفيغا أولشفسكا في توزلا. بصفتها مسؤولة الصحة العامة في مقاطعة سراييفو، سافرت بانتظام إلى مدن فوتشا وفوينيتسا وغورازده وفاريش وفيسوكو. بالإضافة إلى ممارسة الطب، درّست كراييفسكا النظافة في الكثير من مدارس سراييفو. وخلال عملها هذا، التقت معلمة وكاتبة أخرى، ياغودا تروهيلكا، وتطورت صداقة وثيقة بينهما. أقامت كراييفسكا صداقات مع البوسنيين الأصليين مفضلةً الكروات، ولكن صداقاتها شملت أيضًا «المسلمين التقدميين». كانت تكره الصرب بسبب ميولهم الروسية المتصورة. وتشكل صلب علاقاتها من الأجانب الذين توافدوا مثلها إلى البوسنة والهرسك خلال الحكم النمساوي المجري.